# Пашфлор
Пашфлор, Блок 17 (порт. Pazflor) — нефтяное месторождение в Анголе. В акватории Атлантического океана на 170 км северо-западе от города Луанды. Открыто в 2000 году. Глубина океана в районе месторождения достигает 600—1200 м.
Нефтеносность связана с олигоценовыми и миоценовыми отложениями. Начальные запасы нефти составляют 590 млн. бареллей.
Оператором блока 17 является французская нефтяная компания Total (40 %), её партнерами являются: ExxonMobil (20 %), BP (16,67 %) и StatoilHydro (23,33 %). Проектная добыча нефти 2011 году должна составить 6 млн тонн.